# Saint-Michel (Górna Garonna)
Saint-Michel – miejscowość i gmina we Francji, w regionie Oksytania, w departamencie Górna Garonna.
Według danych na rok 1990 gminę zamieszkiwały 183 osoby, a gęstość zaludnienia wynosiła 12 osób/km² (wśród 3020 gmin regionu Midi-Pireneje Saint-Michel plasuje się na 880. miejscu pod względem liczby ludności, natomiast pod względem powierzchni na miejscu 754.).